# Fiodor Petrovitch Ouvarov
Pour les autres membres de la famille, voir Famille Ouvarov.
Fiodor Petrovitch Ouvarov, (en russe : Фёдор Петрович Уваров), né le 27 avril 1769 à Khrouslovka (dans l’ouiezd de Veniov du gouvernement de Toula), décédé le 2 décembre 1824 à Saint-Pétersbourg, est un général de cavalerie et conseiller privé.

## Famille
Il était le fils du Piotr Illirianovitch Ouvarov.
Fiodor Petrovitch Ouvarov épousa la princesse Maria Fiodorovna Lioubomirskaïa (1773-1810). Le couple n'eut pas d'enfants.

## Biographie
Le comte Fiodor Petrovitch Ouvarov était issu d'une famille de la noblesse russe d'origine tatare. Malgré son appartenance à une famille noble, son père ne disposait pas d'une grande fortune. Comme il était de règle sous l'Empire, le jeune Fiodor Petrovitch, alors âgé de six ans fut inscrit dans un Régiment d'artillerie, mais étudia au domicile de ses parents. Le 3 novembre 1780, en qualité d'artilleur, il incorpora le Régiment Préobrajenski. Le 1er avril 1781, il fut élevé au grade de sergent, le 1er décembre 1787, au même grade, il intégra le régiment de la garde à cheval.

### Engagement dans l'Armée impériale de Russie

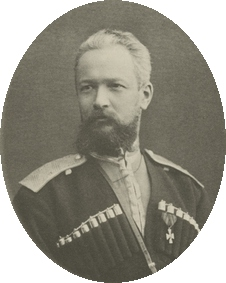
Le général de cavalerie (1837-1908).

Son père ne disposant pas d'une grande fortune, le jeune comte ne put accéder à des hautes études, de même, il ne put opter pour un choix au service actif. À l'âge de 18 ans, il quitta sa mère pour rejoindre son père à Saint-Pétersbourg. En 1787, grâce à ses relations, Piotr Ouvarov, avec le soutien de Ivan Fiodorovitch Toutolmine (ru) (1837-1908), général de cavalerie des troupes Cosaques, le comte Ouvarov put faire admettre son fils au service actif. Le 1er janvier 1788, Fiodor Petrovitch fut nommé capitaine et rejoignit un Régiment d'Infanterie concentré dans la province Olonetski, les troupes russes étaient rassemblées en ce lieu afin de se préparer pour le conflit contre le royaume de Suède. Le 8 septembre 1790, au grade de commandant, Fiodor Petrovitch fut transféré au Régiment de Dragons de Smolensk.

### Guerre russo-polonaise de 1792
Le 18 mai 1792, lors de l'invasion de la Pologne par les troupes russes, le commandant Ouvarov fut engagé dans ce conflit, mais, sa participation à la tête de son escadron fut de courte durée, il fut placé sous les ordres du général d'infanterie Otto Heinrich von Igelström (en). En 1793, il fut engagé dans plusieurs combats contre les troupes polonaises. En 1794, il fut promu adjudant-général.

### Complot ourdi contre PaulIerde Russie
Le comte Fiodor Petrovitch Ouvarov fut l'un des instigateurs du complot contre Paul Ier, mais, dans la nuit du  24 mars 1801, il ne prit aucune part dans l'assassinat du tsar de Toutes les Russies.

### Guerre de la Troisième Coalition

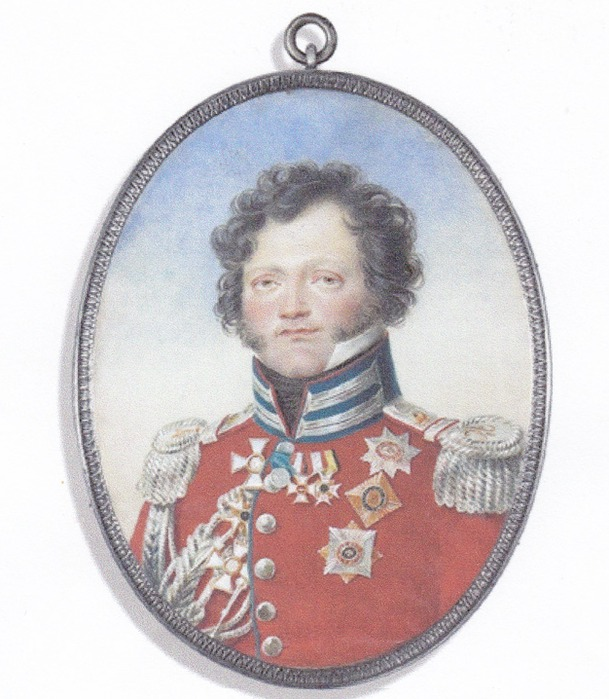
Le général Fiodor Petrovitch Ouvarov, d'après un portrait de Peter Ernst Rockstuhl

Depuis 1800 Fiodor Petrovitch Ouvarov était à la tête d'un Régiment d'infanterie. En novembre de la même année, il fut promu lieutenant-général. Il fut un proche d'Alexandre Ier, il fut souvent à ses côtés lors des divers déplacements de l'Empereur. Commandant des troupes de la Garde à cheval, le comte s'illustra lors de la campagne militaire de 1805. Arrivé la veille à Austerlitz, à la tête de quatre régiments, il se distingua par ses nombreuses attaques menées sur l'aile droite des troupes ennemies. Au soir de la batailles des Trois Empereurs, il fut incorporé dans l'unité d'arrière-garde commandée par le général Piotr Ivanovitch Bagration. Pour sa bravoure sur le champ de bataille d'Austerlitz, il fut décoré de l'Ordre de Saint-Georges (3e classe).

### Guerre de la Quatrième Coalition
Lors de la guerre de Quatrième Coalition, avec la 1re Division de cavalerie, placée sous le commandement du grand-duc Constantin Pavlovitch de Russie, le lieutenant-général Ouvarov se distingua une nouvelle fois par sa bravoure sur les champs de bataille de Guttstadt, d'Heilsberg et de Friedland. Le 7 juillet 1807, lors de la signature du traité de Tilsit, le comte Ouvarov était aux côtés de l'empereur Alexandre Ier de Russie.

### Guerre russo-turque de 1806-1812

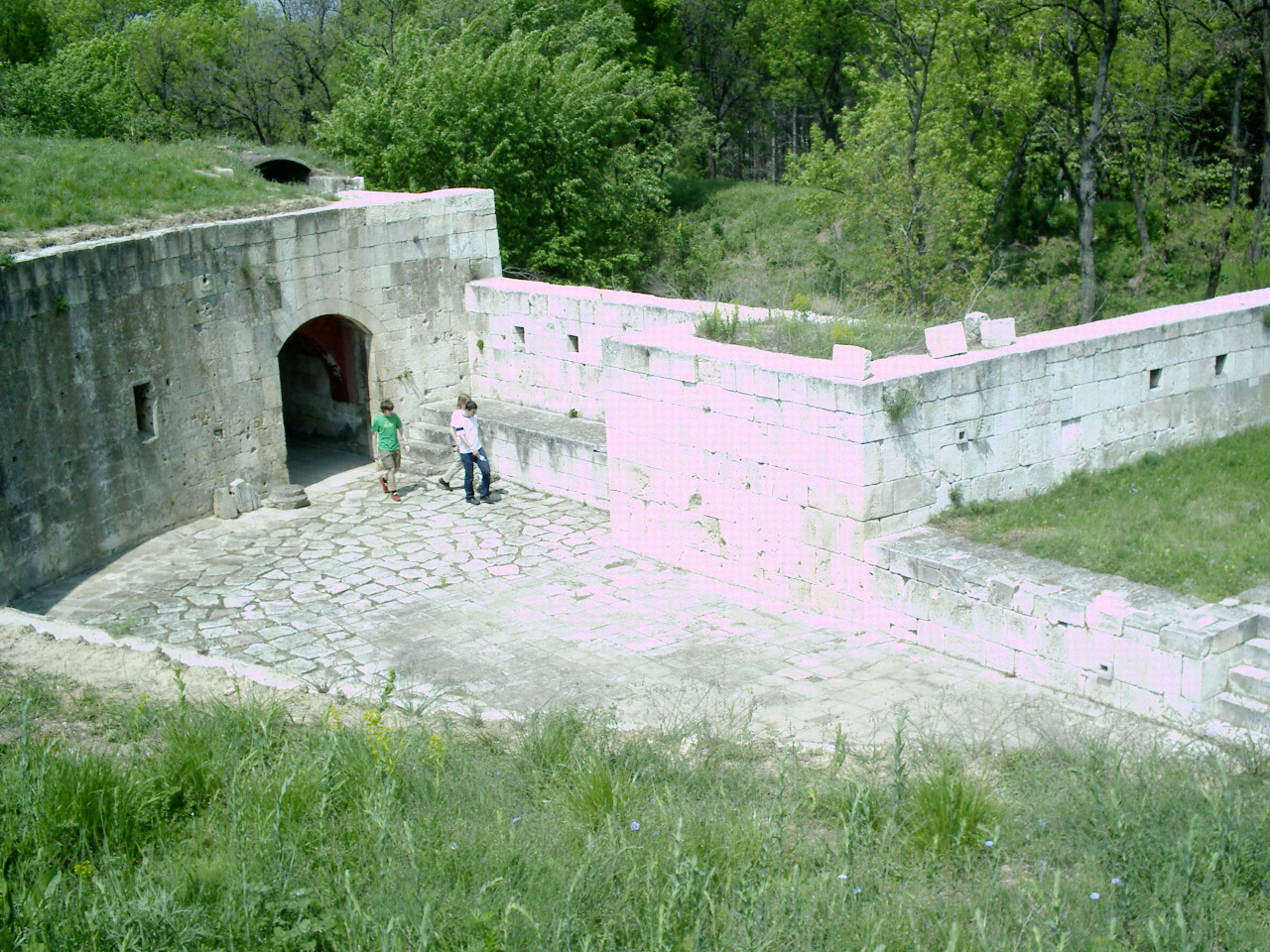
Ruines du château de Silistra (Bulgarie) après la Guerre russo-turque de 1806-1812.

En 1810, au cours de la guerre russo-turque de 1806-1812, Sous le commandement du général Nikolaï Mikhaïlovitch Kamenski, le comte Ouvarov commanda l'avant-garde de l'armée de Moldavie. Au cours de ce conflit, il se distingua dans la prise de la forteresse de Silistra, Choumen, Roustchouk. Le 26 août 1810, le lieutenant-général Ouvarov se comporta brillamment au cours de la bataille de Batinskaïa, en récompense, il fut décoré de l'ordre de Saint-Georges (2e classe).

### Guerre patriotique de 1812

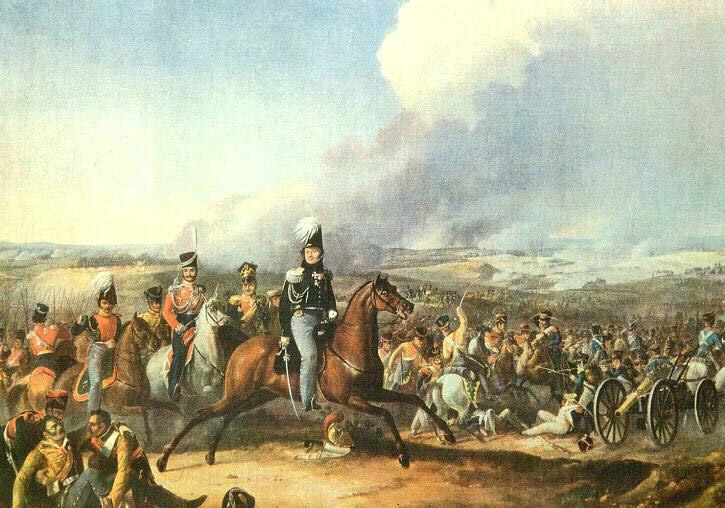
Auguste-Joseph Desarnod, Charge du corps de réserve de cavalerie commandée par Fiodor Petrovitch Ouvarov à l'arrière de la première ligne de Napoléon Ier lors de la bataille de Borodino, le 7 septembre 1812

En 1810, le comte fut nommé à la tête du 1er Corps de Cavalerie, en 1812, il fut engagé dans les différentes batailles de la Guerre patriotique. Il fut chargé de protéger l'avant-garde de l'armée impériale russe stationnée au monastère Kolotski situé dans la région de Moscou. Afin d'engager une bataille décisive contre les troupes napoléoniennes, cet espace de combat avait été sélectionné par le feldmaréchal Mikhaïl Koutouzov. Lors de la bataille de Borodino, le comte Ouvarov sous le commandement du général Matveï Ivanovitch Platov reçut l'ordre de contourner le flanc gauche des troupes de Napoléon Ier. Mais la cavalerie russe fut arrêtée près du village de Bezzoubovo. Le comte Philippe Antoine d'Ornano couvrant le flanc gauche de l'armée de Napoléon Ier réussit à contenir la cavalerie russe.

#### Bataille de Borodino

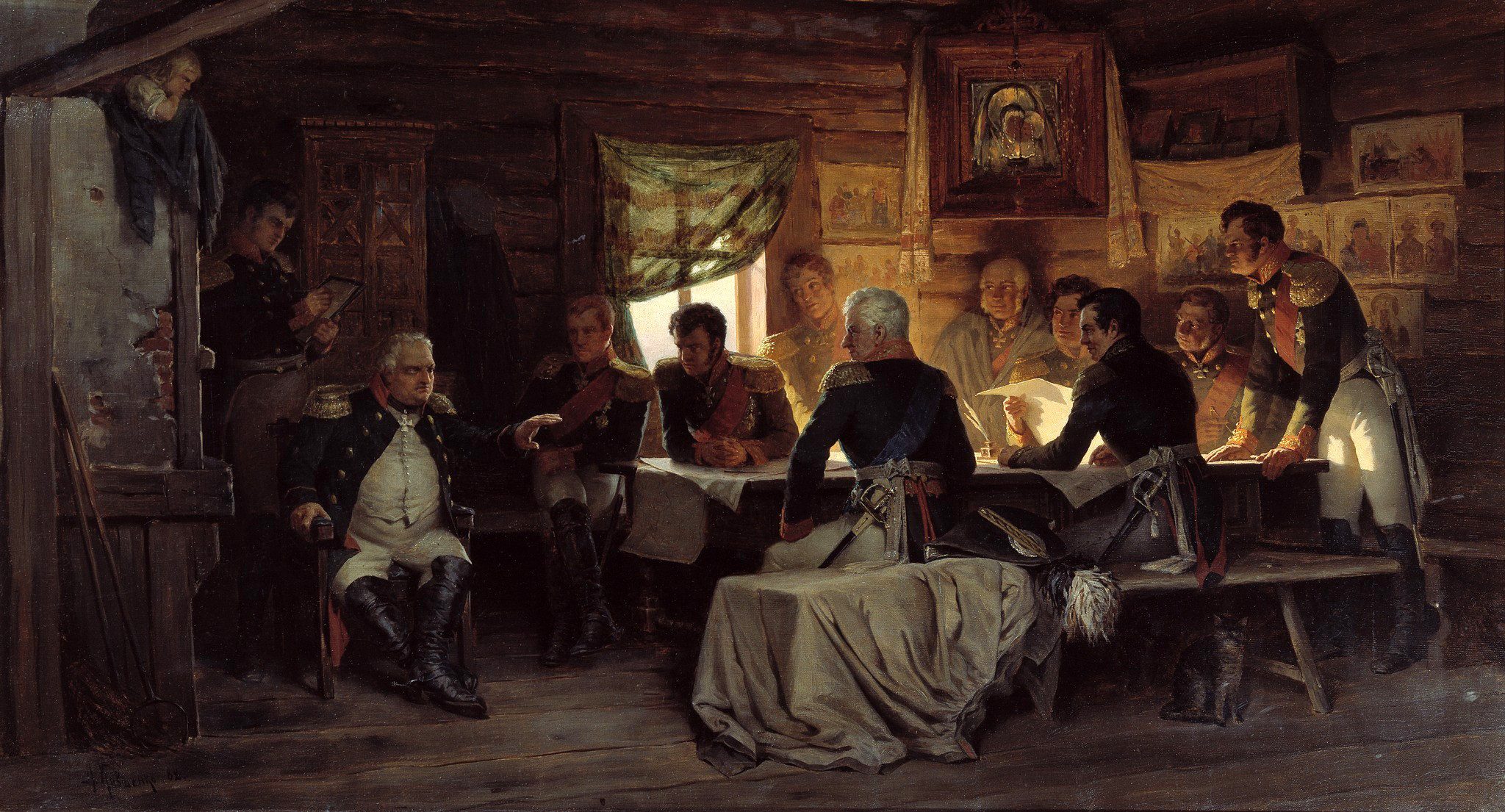
Le prince Mikhaïl Illarionovitch Koutouzov lors du conseil de guerre tenu à Fili le 13 septembre 1812, dans cette petite maison la décision fut prise de livrer Moscou à Napoléon Ier, une œuvre du peintre russe Alexeï Danilovitch Kivshenko

Les charges menées par Fiodor Petrovitch Ouvarov aboutirent à mettre en fuite les troupes françaises, toutefois, malgré l'ordre donné par le prince Michel Barclay de Tolly, le comte ne poursuivit pas les troupes françaises. Au terme de cette bataille, Koutouzov reprocha au comte de n'avoir pas mis tout en œuvre pour percer l'aile droite ennemie. Après la bataille de Borodino, aucune distinction ne fut remise aux généraux Ouvarov et Platov.
Après la bataille de Borodino, l'Armée impériale de Russie effectua un repli en bon ordre vers Moscou, au cours de cette retraite, le comte Ouvarov chargea la cavalerie française. Le 13 septembre 1812, à la demande du prince Mikhaïl Koutouzov, Fiodor Petrovitch Ouvarov prit part au Conseil de guerre qui se tint à Fili, les généraux russes présents furent conviés à donner leur avis sur la décision à prendre concernant la suite des opérations militaires : livrer bataille près de Moscou ou se retirer de la ville sans combattre.
Le 16 septembre 1812, le commandement des troupes de cavalerie de la 1re et 2e armées fut confié au lieutenant-général Ouvarov, seules, les divisions de cuirassiers ne furent pas placées sous son autorité. Le 18 octobre 1812, le comte se distingua lors de la bataille de Winkowo, le 3 novembre 1812, il fut engagé dans la Bataille de Viazma. Du 15 novembre au 18 novembre de la même année, placé à la tête de la cavalerie de l'avant-garde, il défit les troupes françaises près de Krasnoï.

### Campagne d'Allemagne
Les 20 et 21 mai 1813, le comte Ouvarov prit part à la Bataille de Bautzen, il fut aux côtés du tsar Alexandre Ier sur les champs de bataille de Dresde, Kulm, Leipzig. Le 16 octobre 1813, au cours de cette dernière bataille, il fut élevé au grade de général de cavalerie.

### L'après-guerre
De 1815 à 1820, Le comte Ouvarov fut l'une des rares personnalités à bénéficier de l'amitié d'Alexandre Ier de Russie. Seuls, le prince Piotr Mikhaïlovitch Volkonski, le comte Alexeï Andreïevitch Arakcheïev, le médecin de la Cour et le comte Fiodor Petrovitch Ouvarov bénéficièrent du privilège de pénétrer dans la chambre du tsar. Le général Ouvarov accompagna l'empereur de Russie dans ces voyages en Grande-Bretagne, en Hongrie (1814), en Russie (1816), (1818).
Le 20 octobre 1821, il reçut le commandement du Corps des Gardes.
En 1823, le comte Ouvarov siégea au Conseil d'État.

### Décès et inhumation
En 1824, la santé du comte Ouvarov se détériora, malgré la maladie, il continua à servir dans l'Armée impériale. Alité dans une chambre au Palais d'Hiver, le comte reçut fréquemment les visites d'Alexandre Ier. Le 16 octobre 1824, général Ouvarov était au plus mal, il reçut les derniers sacrements, le soir venu, le tsar vint à son chevet, ensemble ils dialoguèrent longuement. Dans la nuit, le comte Ouvarov perdit l'usage de la parole et perdit conscience. Le matin du 20 octobre, il ne reconnut pas le tsar. À 14 h, ce 20 octobre 1824, le comte Fiodor Petrovitch Ouvarov rendit l'âme. Ses obsèques se déroulèrent dans l'église du régiment, puis il fut inhumé à l'église Doukhovskaïa au monastère Saint-Alexandre-Nevski à Saint-Pétersbourg.

## L'Arc de Triomphe de Narva

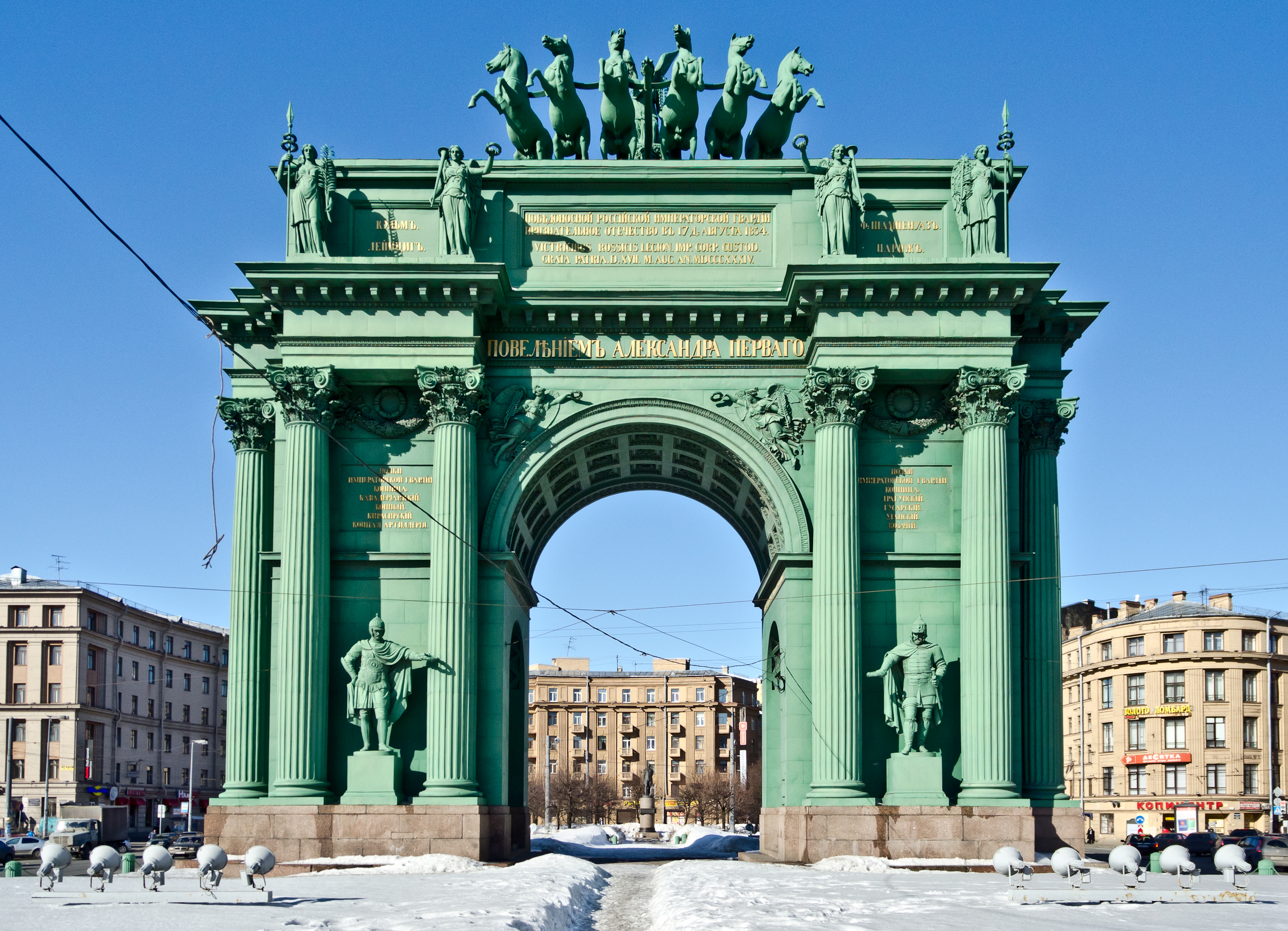
L'Arc de triomphe de Narva à Saint-Pétersbourg.

Par reconnaissance envers le comte Fiodor Petrovitch Ouvarov, ses subordonnés du Corps des Gardes versèrent la somme de 400 roubles afin d'ériger un monument dédié aux héros de la Guerre patriotique de 1812. Cette somme d'argent fut utilisée pour construire l'Arc de Triomphe de Narva. Ce monument fut construit entre 1827 et 1834, ce projet fut dessiné par l'architecte italien Giacomo Quarenghi, la porte fut réalisée par l'architecte russe Vassili Petrovitch Stasov, les sculpteurs furent : Stepan Stepanovitch Pimenov (1785-1833), Vasili Ivanovitch Demout-Malinovski, Piotr Karlovitch Klodt,.

## Distinctions
- 1805 : Ordre de Saint-Georges (3e classe).
- 21 novembre 1810 : Ordre de Saint-Georges (2e classe).
- 1805 : Ordre de Saint-Alexandre Nevski
- 1799 : Ordre de Sainte-Anne (1re classe)
- 1800 : Commandeur de l'ordre de Saint-Jean de Jérusalem (Russie impériale)